# Klorózis

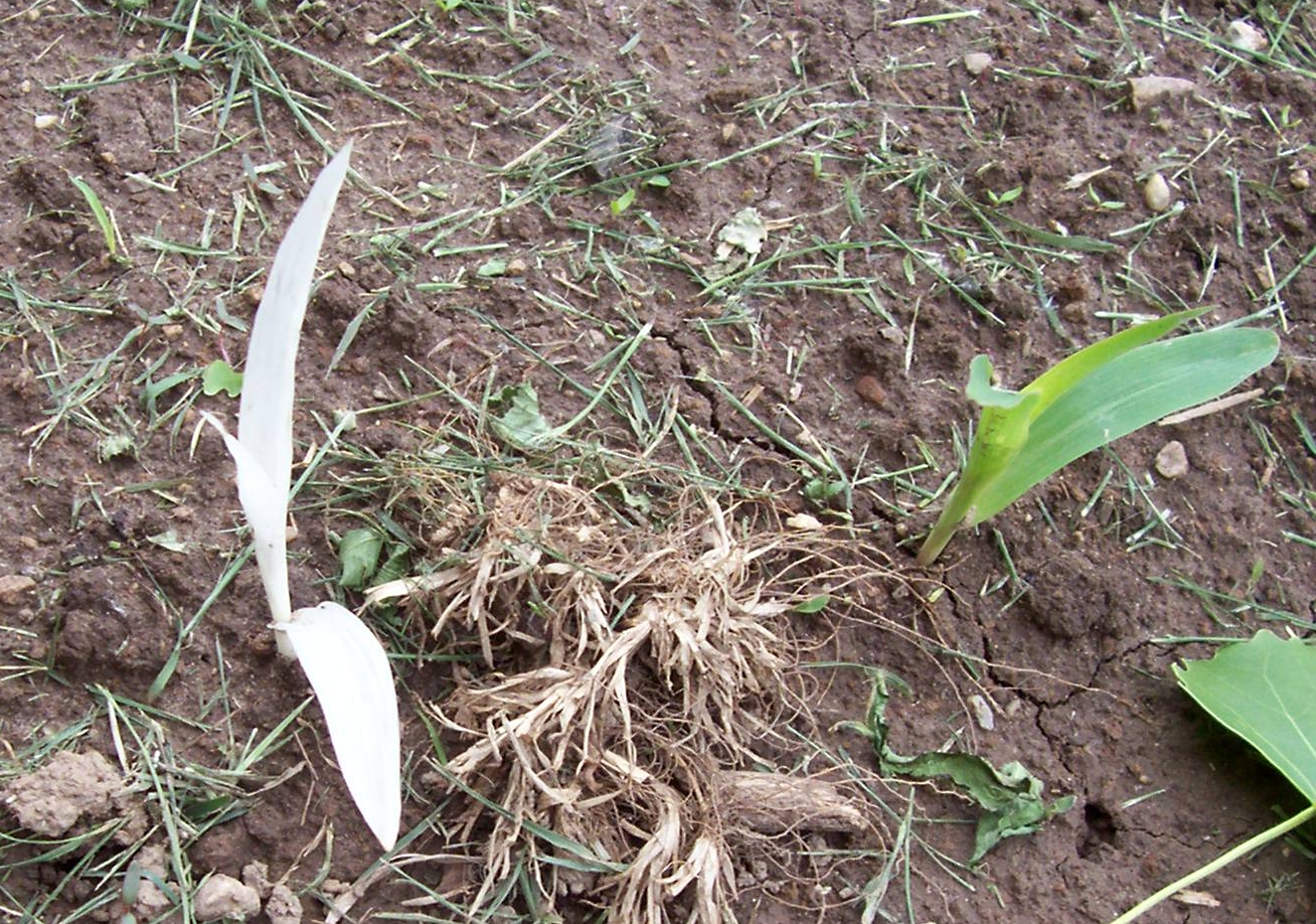
Egy súlyos klorózisban szenvedő kukorica (balra) egy egészséges mellett (jobbra)

A botanikában a klorózis a növények olyan állapota, amikor a levelek nem állítanak elő megfelelő mennyiségű klorofillt, amely többek között a levelek zöld színéért is felelős; így a klorózisban szenvedő, azaz klorotikus levelek fakók, sárgák vagy sárgásfehérek. Mivel a klorofill fontos szerepet játszik a fotoszintézisben, ezért az érintett növények kevésbé vagy egyáltalán nem képesek fotoszintézissel szénhidrátokat termelni, s emiatt elpusztulhatnak, még mielőtt a klorofillhiány kezelésére sor kerülne. Létezik azonban néhány klorotikus növény, mint például a lúdfű (Arabidopsis thaliana) albínó ppi2 jelű mutánsa, mely életképes marad, ha exogén, külső eredetű répacukorral (szacharózzal) táplálják.
A klorózis név a Chloris görög mitológiai személynévből vagy a görög khloros szóból származtatható, amelynek jelentése ’zöldessárga’, ’fakó zöld’, ’fakó’, ’halvány’ vagy ’üde’.
A szőlészetben a szőlőtőkék rossz tápanyag-ellátottságának leggyakoribb tünete a szőlőlevelek sárgulása, melyet szintén a klorózis és az ennek következtében kialakuló klorofillhiány okoz. Ez a jelenség főként a mészben gazdag talajú szőlőskertekben figyelhető meg, mint például a Barolo olasz borvidéken Piemontban, a Rioja spanyol borvidéken, valamint a Champagne és Burgundy francia borvidékeken. Ezekből a talajokból a szőlőnek nagyon nehéz elegendő mennyiségű vasiont kinyernie, mely a klorofill előállításának elengedhetetlen alapanyaga.

## Okai

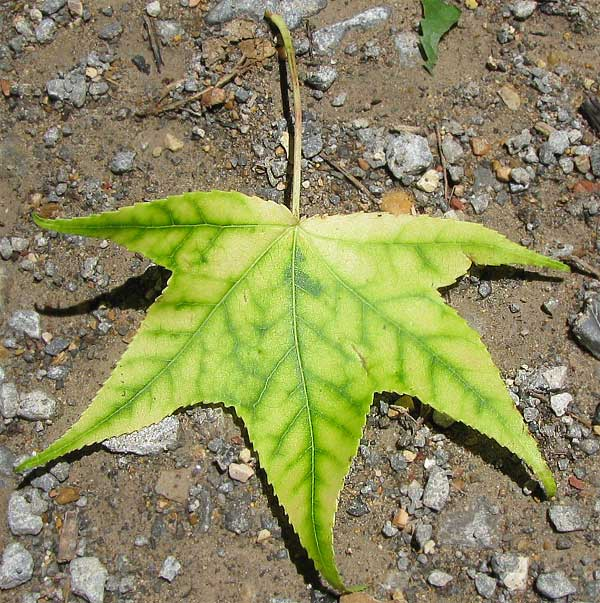
Egy ámbrafa-levél érközi klorózissal

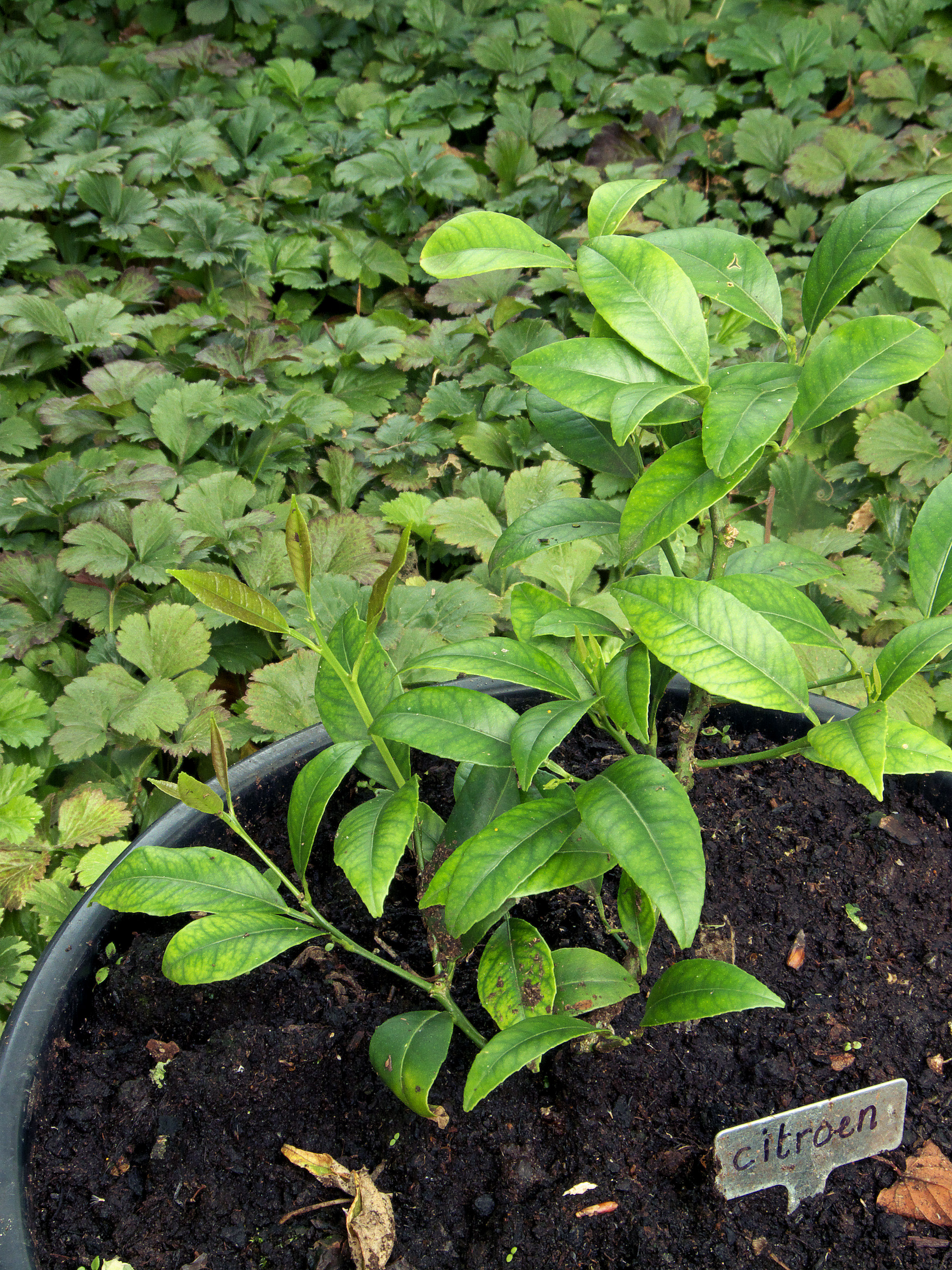
Klorózisos citromcserje

A klorózis jellemzően akkor alakul ki, amikor a növény levelei nem kapnak elegendő tápanyagot ahhoz, hogy annyi klorofillt szintetizáljanak, amennyi szükséges számukra. A következő tényezők és kombinációik okozhatnak klorózist:
- a talajban olyan speciális ásványi anyagok hiánya, mint a vas[3] és a magnézium[4]
- kevés nitrogén és/vagy fehérje[4]
- olyan talaj-pH, amelynél a növények képtelenek a gyökereiken keresztül ásványi anyagokat felvenni[5]
- rossz vízelvezetésű, vizenyős, elárasztott talajok[5]
- sérült és/vagy összenyomódott gyökerek[5]
- a peszticidek és különösen a herbicidek szintén okozhatnak klorózist; utóbbival a gyomokat irtják, de esetenként a termesztett növényt is lekezelik velük[6]
- kén-dioxidnak való kitettség[7]
- érzékenyebb növények esetén az ózon által okozott sérülés[8]

A klorózis pontos okának megállapításánál figyelembe kell venni az adott növény életmódját is. Például az azálea legjobban a savanyú talajokon növekedik, a rizs pedig az elárasztott talajon is megél.

## Klorózis a szőlőn
Más növényekhez hasonlóan a szőlő is hajlamos a klorózisra, és a mészben gazdag talajokon megszokottnak mondható vashiány tüneteire. A 19. század közepén, amikor az európai bortermő szőlőt (Vitis vinifera) az amerikai kontinensről származó filoxérajárvány elérte, a klorózis is nagyobb problémává vált a franciaországi szőlőtermesztésben. Ugyanis, hogy kezeljék a filoxérafertőzést, a V. viniferát más, a filoxérával szemben ellenállóbb, amerikai eredetű Vitis-fajok tőkéire oltották át, mint például a Vitis riparia, a Vitis rupestris vagy a Vitis berlandieri. Viszont ezek közül sok faj, különösen azok, melyekből kiváló minőségű bort készítettek, kevésbé alkalmazkodott a Franciaország borvidékeire jellemző, mészben gazdag talajokhoz, ezért számos átoltott szőlő a vashiány jeleit mutatta. A klorózisnak ezt a speciális formáját Franciaországban chlorose calcaire-nek nevezték el. A problémát nagyrészt megoldotta a mésztűrő amerikai szőlők kiszelektálása, melyeket hibridizáltak, s a hibrid szőlők tőkéit használták oltásra. Azonban ezek a tőkék egyéb tekintetben kevésbé optimálisak, a szőlészeknek tehát muszáj egyensúlyt tartaniuk a szőlők klorózis-ellenállósága és más borászati jellemzői között. Ezt jól példázza az egyik legáltalánosabb mésztűrő tőke, a 41B, mely a saszla (V. vinifera cv. Chasselas) és a V. berlandieri hibridje, és amely elegendő, de nem túl nagy filoxéra-rezisztanciával rendelkezik.

## Kezelése
Az ásványi anyagok talajbeli hiányát (amelyet gyakran súlyosbít a talaj magas pH-ja is) vas (kelát vagy szulfát formájú)-, nitrogén- vagy magnéziumtartalmú műtrágyák alkalmazásával ellensúlyozni lehet.  

## Fordítás
- Ez a szócikk részben vagy egészben  a   Chlorosis című angol Wikipédia-szócikk ezen változatának fordításán alapul.  Az eredeti cikk szerkesztőit annak laptörténete sorolja fel. Ez a jelzés csupán a megfogalmazás eredetét és a szerzői jogokat jelzi, nem szolgál a cikkben szereplő információk forrásmegjelöléseként.